# Choristoneura hebenstreitella
The Mountain-ash tortricid (Choristoneura hebenstreitella) là một loài bướm đêm thuộc họ Tortricidae. Nó được tìm thấy ở Tây Âu, Trung Âu và Cận Đông.
Sải cánh dài 19–30 mm. Con trưởng thành bay từ tháng 5 đến tháng 7. .
Ấu trùng ăn các loài from the genera betula, malus, prunus, pyrus và quercus.

## Hình ảnh

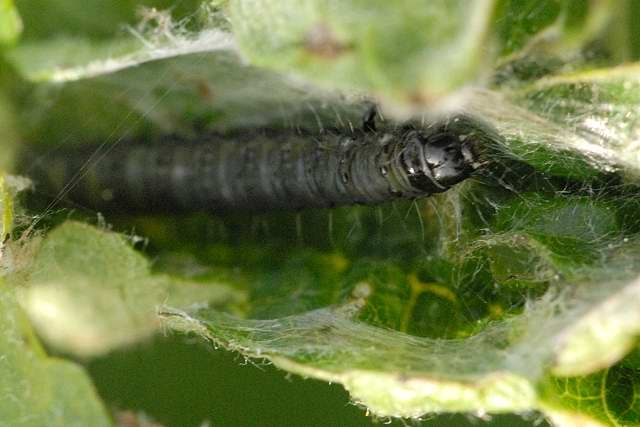
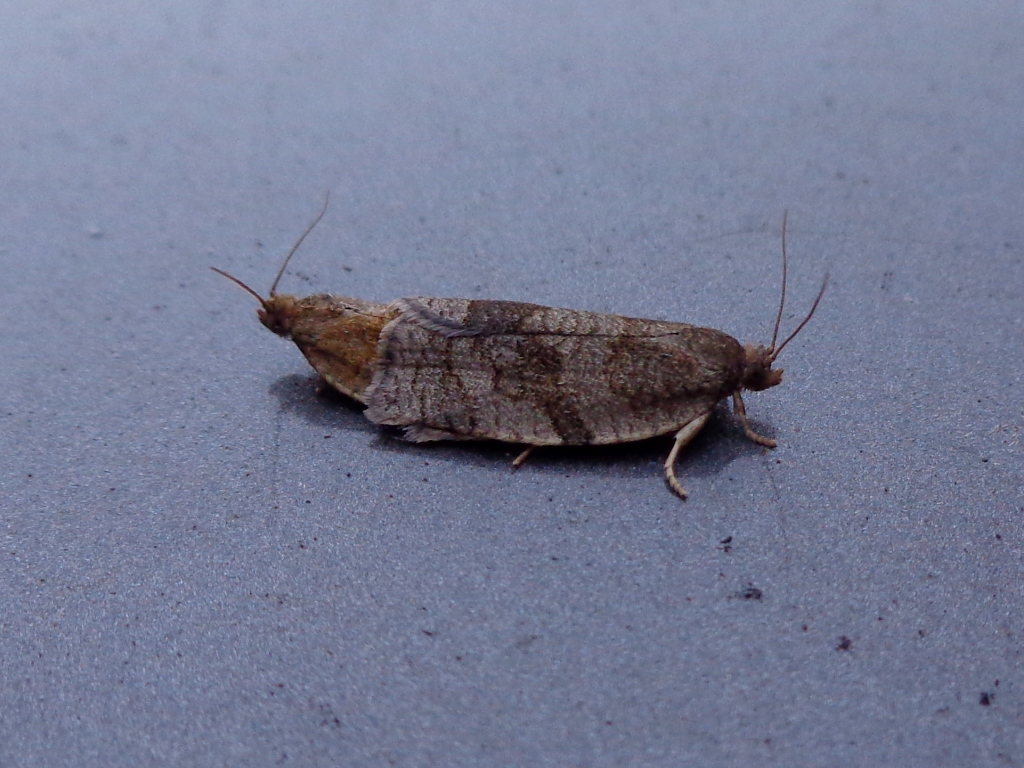